# Frédéric Demontfaucon
Frédéric Demontfaucon (Le Creusot, 24 de diciembre de 1973) es un deportista francés que compitió en judo.
Participó en los Juegos Olímpicos de Sídney 2000, obteniendo una medalla de bronce en la categoría de –90 kg.
Ganó una medalla de oro en el Campeonato Mundial de Judo de 2001 y dos medallas de bronce en el Campeonato Europeo de Judo, en los años 2001 y 2007.

## Palmarés internacional
| Juegos Olímpicos   | Juegos Olímpicos   | Juegos Olímpicos  | Juegos Olímpicos |
| Año                | Lugar              | Medalla           | Categoría        |
| ------------------ | ------------------ | ----------------- | ---------------- |
| 2000               | Sídney (Australia) | Medalla de bronce | –90 kg           |
| Campeonato Mundial |                    |                   |                  |
| Año                | Lugar              | Medalla           | Categoría        |
| 2001               | Múnich (Alemania)  | Medalla de oro    | –90 kg           |
| Campeonato Europeo |                    |                   |                  |
| Año                | Lugar              | Medalla           | Categoría        |
| 2001               | París (Francia)    | Medalla de bronce | –90 kg           |
| 2007               | Belgrado (Serbia)  | Medalla de bronce | –100 kg          |